# Sakon et Ukon
Sakon (左近) et Ukon (右近) sont deux personnages, frères siamois, du manga Naruto.
Ils forment en général une seule et même personne, Sakon, grâce à leur technique héréditaire leur permettant de fusionner ensemble. Ukon restant quant à lui au repos, collé dans son dos. Seule sa tête dépasse par le cou et il semble en sommeil. Lorsqu'ils sont séparés, il est très difficile de les reconnaître, mais seul Sakon possède un collier autour du cou, ce qui permet malgré tout de les identifier. De plus selon Orochimaru, Ukon serait bien plus dangereux et aurait un comportement plus violent que celui de son frère,.
Sakon fait partie du quartet d'Oto, ninjas du village du Son au service d'Orochimaru. Il a d'ailleurs, comme ses compagnons la marque du sceau maudit d'Orochimaru. 
Comme tous les ninjas du village du son, il est très sûr de lui. D'après les rumeurs, ce serait lui qui aurait conseillé Dosu Kinuta pour la mission de l'examen chūnin.
Selon Orochimaru, il est le plus fort du quartet d'Oto. Son pouvoir consiste à "entrer" dans le corps de ses adversaires en fusionnant avec les cellules de celui-ci afin de le détruire de l'intérieur.
Il se battra contre Kiba et Akamaru quand ceux-ci viennent reprendre Sasuke. Malgré un surpuissant taijutsu de ceux-ci, ce sont les frères jumeaux qui l'emporteront grâce à leurs techniques défensives quasi-insurpassables, mais au moment où Ukon s'apprête à achever ses proies, Kankurô et ses marionnettes s'interposeront. Après un combat quelque peu rapide contre Ukon, ayant utilisé beaucoup de chakra dans sa précédente bataille, Kankurô surprendra les jumeaux grâce à sa nouvelle marionnette Kuroari, qui possède un genre de ventre dans lequel il les emprisonnera et les exécutera de manière assez cruelle en y enfonçant une multitude de couteaux appartenant à son autre marionnette, Karasu, manipulées par des fils de chakra. Kankurô va surtout profiter du fait que Sakon étant trop fatigué, se trouvait dans le corps de son frère et donc se débarrasser des deux en un seul coup.

## Techniques
- La grêle de poings (Tarenken)
L'utilisateur envoie en une fraction de secondes plusieurs coups de poing.
- La grêle de pieds (Tarenkyaku)
L'utilisateur envoie en une fraction de secondes plusieurs coups de pied.
- Le rempart (Rashômon)
Technique de défense qui nécessite 2 personnes, servant à invoquer une porte géante capable de stopper n'importe quelle attaque.

### Jeux vidéo
- Les portes de l'Abysse 
Ukon et Sakon tracent un rectangle autour de l'adversaire puis le traversent. Ils posent leurs mains au sol, puis la porte s'ouvre aspirant l'adversaire, puis recrachant un rayon violet et refermant la porte avec l'adversaire.